# Jan van Munster

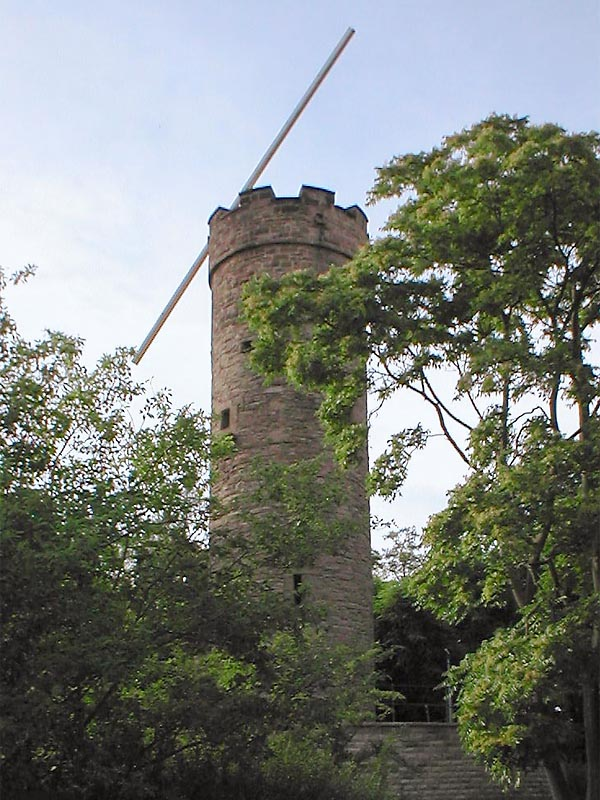
„Sonnenstrahl für Heilbronn“ auf dem Wartbergturm in Heilbronn

Jan van Munster (* 3. Juli 1939 in Gorinchem; † 28. Mai 2024) war ein niederländischer Künstler.

## Leben und Werk
Das Hauptthema seiner Arbeiten ist Energie jeder Art, sei es Radioaktivität oder die Kraft der Sonne. Spannungen und Gegensätze, etwa zwischen Hitze und Kälte, veranschaulicht er oft in klaren geometrischen Formen.
Van Munsters Werke sind auch in Deutschland häufig im öffentlichen Raum zu sehen.
In Ludwigshafen am Rhein etwa stattete er die Sparkasse Vorderpfalz mit Lichtinstallationen aus; auf dem Heilbronner Wartbergturm ist sein Sonnenstrahl für Heilbronn montiert. 2004 ließ er den 22 m hohen Grashalm mit viel Energie am Autobahnkreuz bei Ede errichten, eine verzinkte Stahlkonstruktion, von Leuchtstofflampen beleuchtet.
Jan van Munster starb am 28. Mai 2024 im Alter von 84 Jahren.

## Ausstellungen (Auswahl)
- 1987: Wilhelm-Hack-Museum, Ludwigshafen am Rhein
- 2001: Museum van Hedendaagse Kunst, Antwerpen
- 2004: „Die Energie des Bildhauers“, Wilhelm-Hack-Museum, Ludwigshafen am Rhein
- 2005: Zentrum für Kunst und Medientechnologie (ZKM), Karlsruhe